# Prianto
A Prianto egy nagyvállalati szoftverekre szakosodott értéknövelt disztribútor.

## A vállalat és fejlődése

### Prianto GmbH
A Prianto GmbH-t 2009-ben alapította William Geens és Oliver Roth, székhelye Münchenben van. A Prianto GmbH két további németországi fióktelepe Giessenben és Marlban található. A Prianto fő tevékenysége a digitális transzformáció, a felhőbővítés, az IT biztonság, illetve a hatékony IT menedzsment eléréséhez szükséges piacvezető szoftvertechnológiák nagykereskedelme. A Prianto ügyfelei jellemzően szoftverkereskedők, viszonteladók, rendszerházak (VAR), rendszerintegrátorok és menedzselt szolgáltatók (MSP); a Prianto nem értékesít közvetlenül a végfelhasználóknak.
2019 júliusában a Prianto GmbH beszerzésmenedzsment tevékenysége a Prianto Projects and Procurement Management GmbH (Prianto PPM) leányvállalatba került kiszervezésre, hogy a rendszeres viszonteladói portfólión kívül is beszerzésmenedzsment szolgáltatásokat tudjanak nyújtani partnereiknek.
A Prianto GmbH 2019 júliusa óta ügyfeleinek a Prianto Services GmbH által kínál igényelemzéssel és felméréssel, rendszertervezéssel, telepítéssel és oktatással kapcsolatos szolgáltatásokat.

### Prianto Group cégcsoport
A Prianto 2011 óta a Prianto Nagy-Britanniában, Ausztriában és Svájcban is jelen van, 2012-ben belépett a Benelux piacra, 2014-ben Lengyelországban, 2016-ban pedig Franciaországban alapított leányvállalatot. 2017-ben fiókvállalatokat nyitott Csehországban, A Prianto 2019 óta Kanadában és 2021 óta az Egyesült Államokban is képviselteti magát. Ugyanebben az évben (2021) a Prianto GmbH Törökországra is kiterjesztette tevékenységét. 2022-ben a Prianto belépett a skandináv régióba, és megnyitotta svédországi telephelyét, amely „Prianto Nordics” néven Dániára, Finnországra, Norvégiára és Svédországra terjed ki. A Prianto GmbH 2024 óta Dél-Afrikában is rendelkezik telephellyel.

### Prianto Magyarország
A Prianto Magyarország 2017-ben kezdte meg működését, amikor a Prianto Group részeként fiókvállalatot nyitottak Budapesten. A magyar leányvállalat elsősorban nagyvállalati szoftverek forgalmazásával foglalkozik, és a Prianto csoport többi tagjához hasonlóan viszonteladókat, rendszerintegrátorokat és menedzselt szolgáltatókat szolgál ki. A Prianto Magyarország a Prianto Group globális hálózatának részeként szorosan együttműködik a csoport többi tagjával, és az európai piac integrált részévé vált. A magyarországi csapat 2024-ben 19 szakértőből áll, akik lefedik a Kelet-Európai piacot is.

### Prianto PPM
A Prianto PPM GmbH 2019 júliusától a speciális szoftverek ellátását biztosítja rendszerházak részére. A Prianto PPM szolgáltatáskínálata központilag Németországból működik az európai piacok számára.

### Prianto Services GmbH
A Prianto Services GmbH a komplex szoftvertermékekhez kapcsolódó szolgáltatások biztosítása érdekében jött létre, támogatva viszonteladóit az infrastruktúrák tervezésében, a szoftvertermékek kiválasztásában, telepítésében és üzemeltetésében.

### További disztribútorok felvásárlása
2012. április 1-jén a Prianto GmbH felvásárolta a Sinn GmbH-t, amely egy 1996-ban alapított német szoftverforgalmazó cég, így bővítve portfólióját, különösen a szerveralapú számítástechnika területén.
2020-ban a Prianto 51%-os részesedést szerzett a lengyel IT-biztonsági megoldások forgalmazásával foglalkozó VEMI-ben, hogy megerősítse pozícióját a lengyel piacon.
2022. január 1-jén a Prianto csoport átvette az ISPD-t, egy korábban Poingban székhellyel rendelkező vállalatot.